# Enfilament de missió
Enfilament de missió és l'expansió d'un projecte o missió més enllà dels seus objectius originals, sovint després de tenir èxit inicial. L'ús del terme sovint implica una certa desaprovació dels nous objectius adoptats per part de l'usuari. El enfilament de missió és habitualment considerat indesitjable a causa del camí perillòs que suposa que cada èxit assolit doni lloc a nous objectius més ambiciosos, fins que arribi un error final i sovint catastròfic. El terme va ser originalment aplicat exclusivament a operacions militars, però recentment ha estat aplicat a diversos camps, principalment al creixement de les burocràcies.

## Redescobriment
La frase "enfilament de missió" va aparèixer en articles relacionats amb la missió de manteniment de la pau de Nacions Unides a Somàlia al The Washington Post al 15 d'abril de 1993 i al New York Times al 10 d'octubre de 1993. Aquests dos articles van ajudar el país a adonar-se de què havien tingut enfilaments de missions previs en altres temps.

## Titulars
Els primers dos articles a fer servir el terme al Washington Post van ser del columnista Jim Hoagland ("Prepared for Non-Combat", 15 d'abril de 1993 i Beware 'mission creep' in Somalia, al 20 de juliol de 1993). El New York Times va fer servir el terme per primer cop en l'article del corresponsal John H. Cushman, Jr. escrit després del tiroteig del 4 d'octubre de 1993 a Somalia, Muqdisho, on 16 nord-americans van resultar morts.
La missió dels Estats Units a Somàlia i la posterior de les Nacions Unides semblarien ser els clàssics exemples de enfilament de missió. Començada a final de 1992 com una operació d'ajuda humanitària nord-americana als mesos finals de l'administració de George H. W. Bush, la intervenció es va convertir en una operació de Nacions Unides el 4 de juny de 1993. Mentre que la justificació de l'administració Bush inicial per entrar a Somàlia se centrava en "assistència humanitària", la realitat a peu de carrer va contribuir a fer requeriments sempre creixents. Al 5 de juny de 1993, les forces del clan del cap militar somalí Mohamed Farrah Aidid van matar 23 soldats pakistanesos que formaven part de la missió UNISOM II. Aquesta batalla va portar a una decisió del Consell de Seguretat de l'ONU per capturar als responsables per la mort dels soldats pakistanesos.
Juntament amb els objectius creixents cercant estabilitat a llarg terme (més que assistència humanitària a curt terme), la cerca de Aideed va fomentar un entorn més confrontacional durant l'estiu de 1993. A l'octubre de 1993, 18 soldats americans van morir en la batalla de Muqdisho. Aquest incident va portar a una presència molt més defensiva dels Estats Units i les Nacions Unides a Somàlia. Les forces dels Estats Units es van retirar a principis de 1994 i totes les forces de Nacions Unides es van retirar entre finals de Febrer i principis de Març mitjançant l'operació United Shield.

## Altres exemples
Un exemple anterior de enfilament de missió, aparentment abans que el terme fos utilitzat per primer cop, és la Guerra de Corea. Va començar com un intent de salvar Corea del Sud de la invasió per part de Corea del Nord, però després d'aquell èxit inicial, es va expandir com un intent de reunificar la península, un objectiu que finalment es va provar insostenible. Aquell intent va donar lloc a una llarga i costosa retirada a través de Corea del Nord després de la intervenció de la Xina.
Encara que el terme enfilament de missió és relativament nou, es poden observar exemples a través de la història militar. Per exemple, moltes de les guerres de Lluís XIV de França van comenár amb un nombre limitat d'objectius, que ràpidament van créixer a afers molt més grans.
Quan no es produeix enfilament de missió també es poden produir crítiques. Després de la derrota de les potències totalitàries d'Alemanya, Itàlia i Japó a la Segona Guerra Mundial, alguns van pensar que els aliats haurien d'haver continuat a partir del seu èxit i haver atacat a l'Espanya de Francisco Franco o a la Unió Soviètica. Existeixen crítiques continuades de què la coalició americana hauria d'haver expulsat a Saddam Hussein al final de la primera Guerra del Golf, després de la facilitat amb què les forces Iraquianes van ser expulsades de Kuwait